# 57 Seconds
57 Seconds ist ein US-amerikanischer Science-Fiction-Film aus dem Jahr 2023, der auf der Kurzgeschichte Lucifer des englischen Science-Fiction-Autors E. C. Tubb basiert. Die Hauptrollen sind mit Josh Hutcherson und Morgan Freeman besetzt.

## Handlung
Franklin Fox ist ein Enthüllungs-Blogger, der die Machenschaften des rücksichtslosen Pharmaunternehmers Sig Thorensen aufdecken will. Dieser ist für den Tod von Franklins Zwillingsschwester verantwortlich, die an einer versehentlichen Überdosis gestorben ist. Thorensen weiß, dass sein Medikament zu Todesfällen führen kann. 
Als Franklin die Gelegenheit erhält, den genialen Tech-Visionär Anton Burrell zu interviewen, nimmt er dies an. Kurz vor ihrem Gespräch wird allerdings ein Anschlag auf Burrell verübt. Mit Mut und etwas Glück kann Franklin das Attentat verhindern. Er bemerkt am Tatort einen Ring und nimmt diesen an sich, denn er glaubt, dass Burrell ihn verloren hat, und will ihn diesem zurückgeben. Durch Zufall entdeckt er jedoch, dass er mit diesem Ring jeweils 57 Sekunden in die Vergangenheit reisen kann. Diese Fähigkeit nutzt er, um seine Kollegin Jala zu verführen, im Casino zu gewinnen, das Vertrauen von Sig Thorensen zu erlangen und die Kombination für den Safe des Unternehmens zu erhalten; die darin enthaltenen Beweise lässt er veröffentlichen.
Am Ende stellt sich heraus, dass Anton Burrell tatsächlich hinter dem Ring steckt und ihn Franklin absichtlich überlassen hat.

## Produktion
Die Dreharbeiten fanden ab April 2022 in Lafayette, Louisiana, statt. Die Veröffentlichung in den Vereinigten Staaten erfolgte am 29. September 2023. In Deutschland erschien der Film am 13. Oktober 2023 auf DVD.

## Synchronisation
Die deutschsprachige Synchronisation entstand im Auftrag der RRP Media UG, nach einem Dialogbuch von Ralf Pel unter der Dialogregie von Torsten Sense.
| Rolle         | Darsteller      | Synchronsprecher     |
| ------------- | --------------- | -------------------- |
| Franklin Fox  | Josh Hutcherson | Ricardo Richter      |
| Anton Burrell | Morgan Freeman  | Klaus-Dieter Klebsch |
| Sig Thorenson | Greg Germann    | Oliver Rohrbeck      |
| Jala          | Lovie Simone    | Meryem Basar         |
| Calvert       | Sammi Rotibi    | Robert Glatzeder     |
| Andy          | Mark Jacobson   | Bernd Vollbrecht     |
| Renee Renzler | Bevin Bru       | Franziska Endres     |
| Skinny Eddie  | Aaron Jay Rome  | August Safner        |

## Kritiken
Auf dem Rezensionsaggregator Rotten Tomatoes hat der Film eine Zustimmungsrate von 14 % basierend auf acht Rezensionen mit einer durchschnittlichen Bewertung von 5,4/10.